# Le Tripot clandestin
Le Tripot clandestin je francouzský němý film z roku 1905. Režisérem je Georges Méliès (1861–1938). Film trvá zhruba 3 minuty.

## Děj
Lidé hrají hazardní hry v tajném kasinu. Když je ohlášen příjezd policie, všichni se podílejí na přeměně místnosti v obchod s textilem. Když však policie vtrhne do místnosti podruhé, všichni utečou, což policie využije k tomu, aby si také zahrála.